# Masonstvo u Hrvata
Masonstvo u Hrvata je knjiga povjesničara Ivana Mužića, objavljena 1983. godine u Splitu. Prva tri izdanja izdala je Katolička izdavačka kuća i časopis Crkva u svijetu. Do 2005. godine knjiga je imala osam izdanja. 
U hrvatskoj historiografiji ističe se kao jedno od najopsežnijih i najtemeljitijih djela o slobodnom zidarstvu. Knjiga je prvi put objavljena za vrijeme političkog režima koji je strogo nadzirao izdavaštvo, no unatoč tome doživjela je velik uspjeh zahvaljujući ozbiljnosti pristupa i znanstvenoj obradi teme.
Ističe se kako slobodno zidarstvo u zapadnim zemljama već stoljećima igra važnu ulogu u društvenim i političkim procesima, dok je u Hrvatskoj njegov razvoj imao specifičan tijek. Hrvatsko slobodno zidarstvo bilo je jedno od prvih u okviru Habsburške Monarhije, ali se ubrzo, kako Mužić navodi, odnarodilo i postalo nositeljem mađarskog, a kasnije i srpskog imperijalizma.
Mužić, kao povjesničar, opisuje osnivanje prvih loža koje je u 18. stoljeću predvodio grof Ivan Drašković, njihov razvoj i nestanak zbog nepovoljnih političkih okolnosti, te pojavu modernog slobodnog zidarstva krajem 19. i početkom 20. stoljeća. Knjiga obuhvaća i povezanost slobodnog zidarstva s jugoslavenskom idejom, događajima poput Sarajevskog atentata, kao i odnos prema Katoličkoj Crkvi te kasniju zabranu djelovanja.
Djelo se smatra najkompetentnijim prikazom hrvatskog slobodnog zidarstva, budući da povezuje arhivsku građu, slobodnozidarske dokumente, izvještaje UDB-e i relevantnu literaturu. Autor kroz kritičku analizu prikazuje slobodno zidarstvo kao važan, ali i kontroverzan društveni čimbenik, čiji je utjecaj nerijetko bio povezan s nadnacionalnim i političkim projektima.

## Izdanja
Knjiga Masonstvo u Hrvata doživjela je više izdanja, što svjedoči o trajnom interesu javnosti i značaju teme koju obrađuje. Prvo i drugo izdanje objavljeno je 1983. godine u izdanju nakladničke kuće Crkva u svijetu u Splitu, dok je treće izdanje izašlo 1984. godine, također u istoj nakladi. Četvrto izdanje tiskano je 1989. godine u Zagrebu u nakladi Nakladnog zavoda Matice hrvatske.
Peto izdanje, dopunjeno dokumentacijom pod naslovom Masoni u Hrvatskoj 1918. – 1967., objavljeno je 1993. u Splitu kod nakladnika Orbis, a zatim ponovno 1997. u nakladi Verbum. Šesto izdanje izašlo je 2001. godine u Splitu u nakladi Laus, a iste godine i sedmo izdanje kod nakladnika Knjigotisak. Osmo izdanje objavila je Naklada Bošković u Splitu 2005. godine.

## Vanjske poveznice
- Masonstvo u Hrvata, VI. izdanje